# Phormictopus cautus
Phormictopus cautus é uma espécie de aranha pertencente à família Theraphosidae (tarântulas).